# Androsace amurensis
Androsace amurensis là một loài thực vật có hoa trong họ Anh thảo. Loài này được Prob. mô tả khoa học đầu tiên năm 1987.